# Вахрушев, Александр Алексеевич
Алекса́ндр Алексе́евич Ва́хрушев (2 февраля 1960, д. Нарезка Якшур-Бодьинского района УАССР) — специалист в области научной журналистики в Удмуртской Республике, исследователь провинциальной печати, особенно дореволюционного её периода.

## Биография
Александр Алексеевич родился в деревне Нарезка Якшур-Бодьинского района Удмуртии. Вырос в интеллигентной семье: мать преподавала русский язык и литературу, отец также имел высшее образование. Интерес к творчеству, в частности к журналистике, появился ещё в детские годы: в восемь лет на страницах местной газеты появилась первая заметка о каникулах. В последующие годы А. А. Вахрушев публиковался в районной газете. Закончил Кекоранскую среднюю школу, затем поступил на факультет журналистики Казанского федерального университета. После окончания учёбы три года работал корреспондентом, ответственным секретарём районной Якшур-Бодьинской газеты «Рассвет».
В 1984 он стал членом Союза журналистов России. С 1985 года А. А. Вахрушев, по приглашению фольклориста и удмуртского поэта Д. А. Яшина, преподаёт в Удмуртском государственном университете. В 2000—2002 годах совмещал преподавательскую деятельность с работой редактора газеты «Герд» — печатного органа удмуртской ассоциации Удмурт Кенеш. В 1992 году закончил очную аспирантуру факультета журналистики Санкт-Петербургского университета, защитил кандидатскую диссертацию в Ростовском госуниверситете по специальности «Журналистика». После завершения аспирантуры был одним из инициаторов и создателей факультета журналистики в Удмуртском университете.
В 2013 году А. А. Вахрушев успешно защитил докторскую диссертацию в диссертационном Совете Санкт-Петербургского госуниверситета по специальности «Журналистика», став первым доктором наук по журналистике в Удмуртии.

## Преподавательская деятельность
Александр Алексеевич — профессор, ведущий преподаватель кафедры журналистики Удмуртского государственного университета, ведёт научно-педагогическую деятельность. Профилирующие курсы преподавателя — «История отечественной журналистики XVIII — XIX вв.», «Методика научного исследования журналистики», «Основы журналистской деятельности». Помимо преподавания А. А. Вахрушев занимается различными проектами, научными конференциями, творческими видео-работами, ежегодно участвует в работе традиционных научных конференций факультетов журналистики Московского и Санкт-Петербургского госуниверситетов. Постоянно рецензирует выпускные квалификационные и магистерские работы, авторефераты, научные сборники. На экране его можно увидеть в фильмах «Анай» (2016) и «Другие». ПО состоянию на 2020 год, А. А. Вахрушев — преподаватель вуза, ветеран труда Удмуртского университета, заслуженный деятель науки Удмуртской республики, получатель двух научных грантов Российского гуманитарного научного фонда.

## Научная деятельность
Результаты его исследований отражены в более 70 научных и научно-методических работах, в числе которых одно учебное пособие, одна монография, три учебно-методических пособия, 15 статей в изданиях, рекомендованных ВАК.

### Монографии
- Просветительская миссия печати и литературы в провинциальной России (на материале Вятской губернии XVII — начала XX веков) // Ижевск, изд-во Удмуртского ун-та, 2011.

### Публикации в изданиях, рекомендованных ВАК
- Опыт издания «Вятской газеты» (1894—1907 гг.) // Вестник Санкт-Петербургского госуниверситета. Сер. 2. 1993. Вып. 1 (№ 2). — С. 95 — 99.
- Истоки возникновения удмуртской печати (тезисы) // VIII межд. конгресс финно-угроведов: Тезисы докл. Ч. 2 (на англ. яз.). — Ювяскюля, 1995. — С. 274.
- Начало капитализации вятской прессы (тезисы) // Журналистика в 1995 году: Тезисы научн.-практ. конф. Ч. V. — М., 1996. — С. 44 — 46.
- Губернские статистические комитеты и их издательская деятельность (тезисы) // Журналистика — XX век: Эволюция и проблемы: Тезисы докл. межд. конф. — СПб. — 1996. — С 114—116.
- Вятское книгоиздательское товарищество (статья) // Удмуртская Республика: Энциклопедия. — Ижевск, 2000. — С. 261.
- Первые типографии (статья) // Удмуртская Республика: Энциклопедия. — Ижевск, 2000. — С. 546.
- «Сарапульский листок объявлений» (статья) // Удмуртская Республика: Энциклопедия. — Ижевск, 2000. — С. 621.
- «Труды Вятской ученой архивной комиссии» (статья) // Удмуртская Республика: Энциклопедия. — Ижевск, 2000. — С. 686.
- Журналистика и литературный процесс в Вятской губернии XIX—XX века (к постановке темы) (тезисы) // Журналистика Поволжья: век XXI: Материалы межрег. научн.-практ. конф. — Казань, 2002. — С. 11 — 13.
- М. Горький и вятская печать (тезисы) // жвуз. науч.-практ. конф. — СПб., 2003. — С.11 — 12.
- Л. А. Гребнев — вятский книжник и просветитель (тезисы) // Журналистика в 2003 году: обретения и потери, стратегии развития: Материалы научн.-практ. конф. Ч. III. — М., 2004. — С. 60 — 61.
- Книгоиздательская деятельность в Вятской губернии // Вестник Санкт-Петербургского госуниверситета. Сер. 2. 2004. Вып. 4 (№ 3). — С. 143—153.
- Просвещение и культура в Вятской губернии в начале XIX века и зарождение местной журналистики // Вестник Воронежского госуниверситета. Серия: Филология. Журналистика. 2008. № 2. — С. 173—176.
- Начало книгоиздательской деятельности на удмуртском языке // Известия Самарского научного центра РАН. 2009. Т. 11, № 4 (5). — С. 1259—1263.
- «Вятский край» — первая общественно-политическая частная газета // Вестник Воронежского госуниверситета. Серия: Филология. Журналистика. 2009. № 2. — С. 134—139.
- Библиотеки Вятской губернии как очаги культуры и просвещения // Библиотековедение. 2010. № 1. — С. 100—104.
- Агиографическое начало в культурно-историческом становлении Вятского края // Обсерватория культуры: журнал-обозрение. 2010. — № 1. — С. 112—115.
- Возникновение типографского и издательского дела в Вятской губернии // Известия высших учебных заведений. Проблемы полиграфии и издательского дела. 2010. № 1. — С. 79 — 82.
- Вятская духовная семинария и вятские стихотворцы XVIII века // Вестник Ярославского госуниверситета им. П. Г. Демидова. Серия Гуманитарные науки. 2010. № 4 (14). — С. 133—137.
- Литературная деятельность А. И. Герцена в вятской ссылке // Известия Самарского научного центра РАН. 2011. Т. 13, № 2. — С. 931—933.
- «Хлыновский наблюдатель» — пионер вятской журналистики // Вестник Тюменского госуниверситета. Филология. 2011. № 3. — С. 26 — 28.
- Культурное наследие вятских старообрядцев // Обсерватория культуры: журнал-обозрение. 2011. № 3. — С. 63 — 64.
- Просветительская миссия печати и литературы в провинциальной России (на материале Вятской губернии XVII — начала XX в.). К постановке проблемы // Вестник Вятского государственного гуманитарного университета. 2011. № 2. — С. 115—119.
- «Вятская газета» — первая российская крестьянская газета (системная характеристика) // Вестник Воронежского госуниверситета. Серия: Филология. Журналистика. 2011. № 1. — С. 119—123.

### Учебники и учебно-методические пособия
- Становление и развитие печати Вятской губернии (XIX — начало XX века): Учебное пособие // Ижевск, изд-во Удмуртского ун-та, 1994.
- История удмуртской печати: период зарождения: Конспект лекций // Ижевск, изд-во Удмуртского ун-та, 2006.

### Другие научные публикации
- Материальная и духовная культура удмуртского народа на страницах дореволюционной печати (тезисы) // VII межд. конгресс финно-угроведов: Тезисы докл. (на нем. яз.). — Дебрецен, 1990. — С. 87.
- Социал-демократическая печать Вятской губернии (1905—1907 гг.) (тезисы) // Современная наука и журналистика: Тезисы научн.-теорет. конф. — Л., 1991. — С. 10.
- «Вятская незабудка» (тезисы) // Журналистика в 1994 году: Тезисы научн.-практ. конф. Ч. IV. — М., 1995. — С. 79 — 82.
- Книгоиздательская деятельность Вятского губернского земства (статья) // Книга и мировая цивилизация: Материалы XI межд. научн. конф. по проблемам книговедения. Т. 2. — М., 2004. — С. 196—200.
- Вятские издания А. С. Пушкина к 100-летнему юбилею (тезисы) // Журналистика в 2004 году. СМИ в многополярном мире: Материалы науч.-практ. конф. Ч. 2. — М., 2005. — С. 277—278.
- Религиозные тексты и удмуртская печать (тезисы) // СМИ в современном мире. Петербургские чтения: Тезисы науч.-практ. конф. — СПб., 2005. — С. 321—322.
- Просвещение и культура Вятского края в начале XIX века (статья) // Вестник Удмуртского госуниверситета. Серия: Филологические науки. 2005. № 5 (Вып. 1). — С. 5 — 10.
- Национальная журналистика как фактор духовного развития народа (тезисы) // Тезисы секцион. докладов X межд. конгресса финно-угроведов. Ч.3. — Йошкар-Ола, 2005. — С. 212—213.
- Начало издания учебно-методической литературы на удмуртском языке (тезисы) // Материалы VII науч.-практ. конф. УдГУ. Ч.2. — Ижевск, 2005. — С. 75 — 78.
- А. П. Чехов и вятский край (тезисы) // Материалы межд. научн. конф. «75 лет высшему образованию в Удмуртии». Ч.1. Гуманитарные науки. — Ижевск, 2006. — С. 291—292.
- Начало национального журналистского и литературного процесса (статья) // Журналистика Удмуртии: история и современность: Материалы регион. межвуз. научн.-практ. конф. / Отв. ред. А. А. Вахрушев. — Ижевск, 2006. — С. 21 — 30.
- Журналистское образование: региональный компонент (тезисы) // Профессия — журналист: вызовы XXI века: Сб. материалов межд. научн. конф. «Журналистика 2006». — М., 2007. — С. 9 — 10.
- Этническая культура удмуртов в журналистике дореволюционной России (статья) // Этнография восточно-финских народов: история и современность: Материалы всерос. научн. конф. — Ижевск, 2007. — С. 151—155.
- «Вятские губернские ведомости» — первый местный официоз вятского края (статья) // Актуальные проблемы журналистики в условиях глобализации информационного пространства. Вып. 1. — Челябинск, 2007. — С. 11 — 17.
- Просветительская миссия дореволюционной вятской печати (этнокультурный срез) (тезисы) // Духовная культура финно-угорских народов России: Материалы всерос. конф. — Сыктывкар, 2007. — С. 226—227.
- Газета «Вятский край» и Мултанское дело (тезисы) // СМИ в современном мире. Петербургские чтения: Тезисы межвуз. научн.-практ. конф. — СПб., 2008. — С. 133—134.
- Первые типографии (статья) // Удмуртская Республика: Энциклопедия, 2-е изд., испр. и доп. — Ижевск, 2008. — С. 133—134.
- «Труды Вятской ученой архивной комиссии» (статья) // Удмуртская Республика: Энциклопедия, 2-е изд., испр. и доп.. — Ижевск, 2008. — С. 656—657.
- Просветительская деятельность Вятского земства: история местного книгоиздательства (статья) // Иднакар: методы историко-культурной реконструкции: научн.-практ. журнал. № 1 (5). — Ижевск, 2009. — С. 22 — 28.
- П. А. Голубев и вятская журналистика (тезисы) // СМИ в современном мире. Петербургские чтения: Тезисы научн.-практ. конф. — СПб., 2009. — С. 86 — 87.
- «Вятская жизнь» и «Вятский край» — либерально-демократические издания (опыт прогрессивной провинциальной журналистики) (статья) // Актуальные проблемы журналистики в новом тысячелетии: Материалы всерос. научн.-практ. конф. — Ижевск, 2009. — С. 98 — 108.
- Просветительская миссия журналистики — ностальгия по утраченному (тезисы) // Журналистика в 2009 году: Трансформация систем СМИ в современном мире. Сб. материалов межд. научн.-практ. конф. — М., 2010. — С. 511—512.
- Духовно-культурное наследие вятских старообрядцев (тезисы) // СМИ в современном мире. Петербургские чтения: Тезисы межвуз. научн.-практ. конф. — СПб., 2010. — С. 11 — 13.
- Генезис журналистского и литературного процесса (на материале печати Вятской губернии) (статья) // Информационное общество и журналистское образование: социокультурные парадигмы XXI века: Материалы всерос. научн.-практ. конф. — Саранск, 2010. — С. 58 — 61.
- М. Г. Атаманов и удмуртская духовно-просветительская публицистика (тезисы) // Журналистика в 2010 году: СМИ в публичной сфере. Сб. материалов межд. научн.-практ. конф. — М., 2011. — С. 131—132.
- Формирование просветительских традиций в Вятской губернии (статья) // Роль просветителей финно-угорских и тюркских народов в становлении и развитии литературы, образования и культуры Урало-Поволжья: Сб. статей. — Ижевск, 2011. — С. 26 — 33.
- «Вятский край» — первая частная общественно-политическая газета русского Севера (статья) // Вестник гуманитарного института Тольяттинского госуниверситета. 2011. — Вып. 2. — С. 210—216.
- Пореформенная печать в провинциальной России: начальный период (на примере Вятской губернии) (статья) // Актуальные проблемы журналистики в новом тысячелетии: Материалы 2 всерос. научн.-практ. конф. — Ижевск, 2012. — С. 7 — 13.
- Формирование региональной журналистики и культурное пространство Вятского края в начале XIX века (статья) // Информационное пространство региона: история, современность и актуальные проблемы: сб. научн. ст. и материалов всерос. научн.-практ. конф (с междунар. участием). — Чебоксары, 2012. — С. 48 — 53.
- Деятельность удмуртских просветителей как фактор возникновения национальной печати (статья) // Журналистика и литература финно-угорского мира России: истоки и пути развития: Материалы межрег. научн. конф. "Национальная и этническая журналистика в условиях глобализации и модернизации. Опыт и перспективы развития. К 120-летию Т. К. Борисова. — Ижевск, 2012. — С. 31 — 36.